# 配糖体

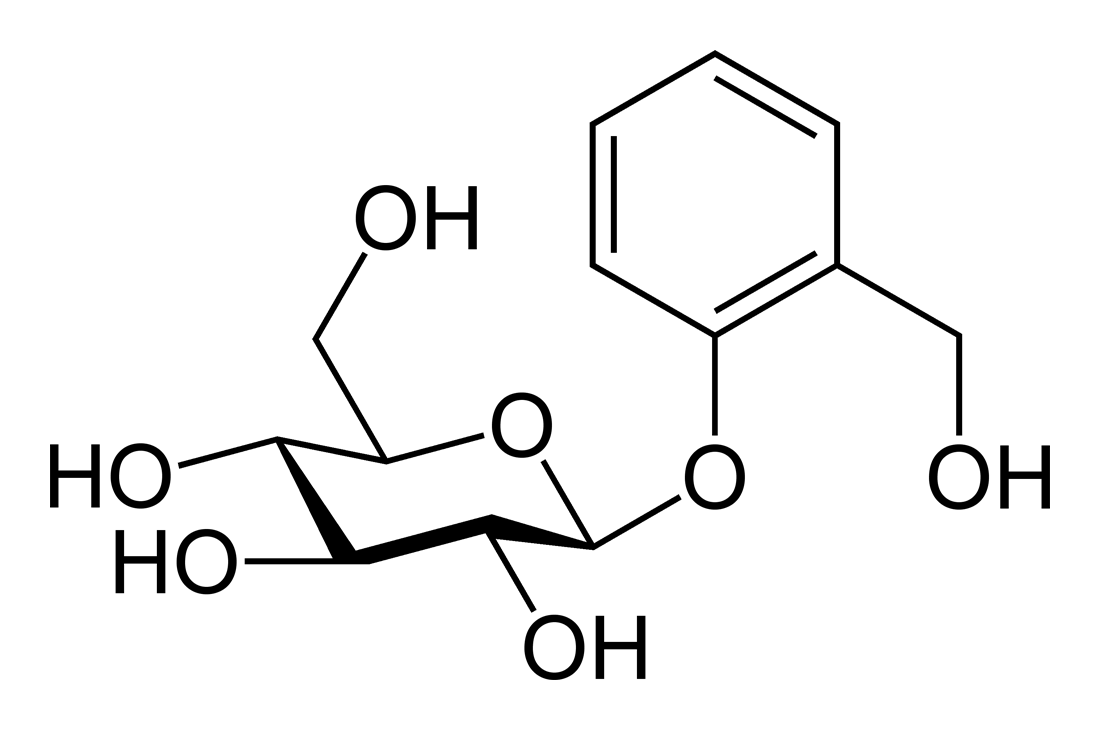
サリシンはヤナギの樹皮に含まれる配糖体である。

配糖体（はいとうたい）あるいはグリコシド（英: glycoside）は、糖がグリコシド結合により様々な原子団と結合した化合物の総称である。配糖体の元となる糖をグリコン (glycone)と呼び、残りの原子団に水素を結合させたものをアグリコン (aglycone)と呼ぶ。広義には、グリコシド結合における酸素原子が窒素（窒素配糖体）や硫黄（チオグリコシド）など他の原子によって置換された構造の化合物をも含む。

## 分類
配糖体はアノマー炭素と結合しているアグリコンの原子の元素記号 X に応じて X-グリコシドと呼ばれる。天然には O-グリコシド、S-グリコシド、C-グリコシド、N-グリコシドが知られている。また、アグリコンがアノマー位のα位を占めているグリコシドはα-グリコシド、β位を占めているグリコシドはβ-グリコシドと呼ばれる。
配糖体はそのアグリコンの種類やその有する性質によって細分されている。以下のその例を示す。
- アントシアニン:アントシアニジンをアグリコンとする O-グリコシド。植物の花の色素としてよく見られる。
- 青酸配糖体:シアノヒドリンをアグリコンとする O-グリコシド。胃酸によって加水分解されて青酸を発生するので有毒である。
- 強心配糖体:強心作用を持つ配糖体。
- サポニン:植物に含まれる配糖体で水溶液が発泡性のもの。通常はステロイドやトリテルペンの配糖体である。

## 名称について
なお配糖体という言葉には二次代謝産物の天然物というニュアンスが強い。そのため核酸塩基をアグリコンとするヌクレオシドおよびヌクレオチド、糖鎖で修飾されたタンパク質である糖タンパク質、糖が結合した脂質である糖脂質などは一次代謝産物として分類されることから配糖体には含めないことがある。また、アルキルグリコシドのように人工的に合成されたものも配糖体には含めないことがある。
なお、グルコシドはグルコースの配糖体に限定した呼び方であるので混同しないように注意する必要がある。

## 酵素
配糖体のアノマー炭素とアグリコン部との結合（グリコシド結合）を加水分解して遊離のアグリコンを生成する酵素をグリコシダーゼという。
α-グリコシドもしくはβ-グリコシドを選択的に加水分解するグリコシダーゼはそれぞれα-グリコシダーゼ、β-グリコシダーゼと呼ばれる。
またグリコシダーゼの中には加水分解で生じた糖をそのまま別のアグリコンに付加させるものもあり、これは糖転移酵素、グリコシルトランスフェラーゼと呼ばれる。

## O-グリコシド
O-グリコシド（狭義の配糖体）は、環状の糖のヘミアセタール性ヒドロキシ基にアグリコンのヒドロキシ基が縮合してできた配糖体である。あらゆる植物に多く存在しており、結晶性の固体として単離される。種類は多様であり一般に苦味を持つものが多く、薬理作用を持つもの、天然色素、有毒なものなどが知られている。植物界にあるO-配糖体はほとんどすべてがβ-D-グリコシド結合しており左旋性を示す。また、アグリコンの種類によって、フェノール配糖体、クマリン配糖体、フラボノイド配糖体、カルコン配糖体、アントシアニジン配糖体、アントラキノン配糖体、インドール配糖体、青酸配糖体（ニトリル配糖体）、ステロイド系配糖体、アルカロイド配糖体に分類される。
| 分類                   | 分類                   | 配糖体         | アグリコン                  | 糖                                     | 存在                                       |
| ---------------------- | ---------------------- | -------------- | --------------------------- | -------------------------------------- | ------------------------------------------ |
| フェノール配糖体       | フェノール配糖体       | アルブチン     | ヒドロキノン                | グルコース                             | ナシ・ウワウルシの葉                       |
| フェノール配糖体       | フェノール配糖体       | サリシン       | サリチルアルコール          | グルコース                             | ヤナギの樹皮                               |
| フェノール配糖体       | フェノール配糖体       | ポプリン       | サリチルアルコール 安息香酸 | グルコース                             | ポプラの樹皮                               |
| フェノール配糖体       | フェノール配糖体       | フロリジン     | フロレチン                  | グルコース                             | リンゴ・ナシ・サクラの樹皮                 |
| クマリン配糖体         | クマリン配糖体         | エスクリン     | エスクレチン                | グルコース                             | セイヨウトチノキの樹皮                     |
| フラボノイド配糖体     | フラボン配糖体         | アピイン       | アピゲニン                  | アピオース、グルコース                 | パセリの葉と種子                           |
| フラボノイド配糖体     | イソフラボン配糖体     | ダイジン       | ダイゼイン                  | グルコース                             | ダイズ、クズ                               |
| フラボノイド配糖体     | フラボノール配糖体     | ケルシトリン   | ケルセチン                  | L-ラムノース                           | ブナ科カシ属の樹皮                         |
| フラボノイド配糖体     | フラボノール配糖体     | ルチン         | ケルセチン                  | ルチノース                             | ソバ・エンジュの葉                         |
| フラボノイド配糖体     | フラバノン配糖体       | ヘスペリジン   | ヘスペレチン                | ルチノース                             | 柑橘類の樹皮                               |
| フラボノイド配糖体     | フラバノン配糖体       | ナリンギン     | ナリンゲニン                | ルチノース                             | ザボン、夏ミカン                           |
| カルコン配糖体         | カルコン配糖体         | カルタミン     | カルタミニジン              | グルコース                             | ベニバナ                                   |
| アントシアニジン配糖体 | アントシアニジン配糖体 | ペラルゴニン   | ペラルゴニジン              | 2グルコース                            | ゼラニウム・ダリア・アサガオの花           |
| アントシアニジン配糖体 | アントシアニジン配糖体 | シアニン       | シアニジン                  | 2グルコース                            | ヤグルマギク・バラの花、クロマメ・シソの葉 |
| アントシアニジン配糖体 | アントシアニジン配糖体 | デルフィン     | デルフィニジン              | 2グルコース                            | ツユクサ・ヒヤシンスの花、ナスの果皮       |
| アントラキノン配糖体   | アントラキノン配糖体   | ルベリトリン酸 | アリザリン                  | プリメベロース                         | アカネの根                                 |
| インドール配糖体       | インドール配糖体       | インジカン     | インドキシル                | グルコース                             | アイの葉                                   |
| 青酸配糖体             | 青酸配糖体             | アミグダリン   | マンデロニトリル            | ゲンチオビオース                       | 苦扁桃・アンズ・ウメの種子                 |
| ステロイド系配糖体     | 強心配糖体             | ジギトキシン   | ジギトキシゲニン            | 3ジギトキソース                        | ジギタリスの葉                             |
| ステロイド系配糖体     | ステロイドサポニン     | サルササポニン | サルササポニゲン            | L-ラムノース、2グルコース              | サルサの根                                 |
| ステロイド系配糖体     | ステロイドサポニン     | ジギトニン     | ジギトゲニン                | 2ガラクトース、キシロース、2グルコース | ジギタリスの葉                             |
| アルカロイド配糖体     | アルカロイド配糖体     | ソラニン       | ソラニジン                  | グルコース、ガラクトース、L-ラムノース | ジャガイモの芽                             |

## S-グリコシド
S-グリコシド（チオグリコシド）には、クロガラシの種子や西洋ワサビの根に含まれるシニグリンとシロガラシの種子に含まれるシナルビンが知られている。辛味成分を成すためカラシ油配糖体とも言われる。

## C-グリコシド
C-グリコシドはアルドースのアノメリック炭素に直接アグリコンが結合した配糖体で、加水分解や酵素によって分解されにくい特徴をもつ。C-グリコシドにはアロエの葉から単離されたバルバロイン、tRNAから単離されたプソイドウリジン、放線菌から得られたホルマイシン、ベニバナ色素であるカルタミンなどが知られる。

## N-グリコシド
N-グリコシド（窒素配糖体）は、窒素を仲立ちに糖と塩基が結合してできた配糖体である。核酸や補酵素など生化学的に重要な成分であり、ほぼすべての生物に存在する。例えばヌクレオシドのアデノシンはリボースとアデニンとがβ-N-グリコシド結合したものである。